# 주조 러시아 대사
1948년 남북 분단이 이뤄지면서, 당시 소련은 한반도 이북 지역의 북한을 공식적으로 인정하였으며, 소련이 남한과 수교 이후에도 이러한 관계는 유지되고 있다. 현재 주북 러시아 대사와 대사관 직원들은 주로 평양 주재 러시아 대사관 에서 근무하고 있다. 현재 북한 주재 러시아 대사는 알렉산드르 마체고라가 맡고 있다., 2014년 12월 26일부터 대사직을 수행하고 있다.

## 외교 관계의 역사
러시아는 북한 이전에 존재하였던 조선과 1884년에 조로 수호 통상 조약을 체결하며 공식적인 외교 관계를 열었다. 그러나 조선이 일본제국의 식민지로 전락하면서 이러한 관계는 단절되었고, 소련은 대한민국 임시정부를 정부단체로 인정하지 아니하였다. 1948년 한반도 내 남한과 북한으로 분리되면서, 소련은 북한만을 공식 국가로 인정하였다. 비록 소련은 붕괴 직전 남한과 수교하였지만, 남북한 동시 수교를 유지하고 있다.

## 역대 대사

### 주 조선 러시아 제국 공사
- 카를 이바노비치 베버(Karl Ivanovich Weber), 1885년 10월 14일 임명

### 주 대한제국 러시아 제국 공사
- 칼 이바노비치 베버[3]
- 알렉세이 스페예르, 1898년 3월 28일 임명[4][5]
- 폴 파블로프(Paul Pavlov),[6] 1898년 12월 13일 임명[4]

### 주북 소련 대사 (1948 - 1991)
| 이름                        | 지명             | 신임장 수여      | 임기 종료        | 비교 |
| --------------------------- | ---------------- | ---------------- | ---------------- | ---- |
| 테렌티 스티코프             | 1948년 10월 16일 | 1949년 1월 14일  | 1950년 12월 14일 |      |
| Vladimir Razuvayev          | 1950년 12월 14일 |                  | 1953년 7월 31일  |      |
| Sergey Suzdalev             | 1953년 7월 31일  | 1953년 8월 28일  | 1955년 6월 17일  |      |
| Vasily Ivanov (diplomat)    | 1955년 6월 17일  | 1955년 7월 26일  | 1957년 2월 22일  |      |
| 알렉산드르 푸자노프         | 1957년 2월 22일  | 1957년 4월 8일   | 1962년 6월 30일  |      |
| Vasily Moskovskiy           | 1962년 6월 30일  | 1962년 8월 13일  | 1965년 5월 15일  |      |
| Andrey Gorchakov (diplomat) | 1965년 5월 15일  | 1965년 6월 4일   | 1967년 4월 15일  |      |
| 니콜라이 수다리코프         | 1967년 4월 15일  | 1967년 5월 18일  | 1974년 8월 8일   |      |
| Gleb Kriulin                | 1974년 8월 8일   | 1974년 10월 25일 | 1982년 12월 24일 |      |
| Nikolai Shubnikov           | 1982년 12월 24일 | 1983년 1월 20일  | 1987년 10월 13일 |      |
| Gennady Bartoshevich        | 1987년 10월 13일 |                  | 1990년 10월 10일 |      |
| 알렉산드르 캅토             | 1990년 10월 10일 |                  | 1991년 12월 25일 |      |

### 주북 대사(1991~현재)
| 이름                | 지명             | 신임장 수여    | 임기 종료        | 비고 |
| ------------------- | ---------------- | -------------- | ---------------- | ---- |
| 알렉산드르 캅토     | 1991년 12월 26일 |                | 1992년 1월 24일  |      |
| Yury Fadeyev        | 1992년 1월 24일  |                | 1996년 8월 12일  |      |
| Valery Denisov      | 1996년 8월 12일  |                | 2001년 7월 9일   |      |
| 안드레이 카를로프   | 2001년 7월 9일   |                | 2006년 12월 20일 |      |
| Valery Sukhinin     | 2006년 12월 20일 |                | 2012년 4월 5일   |      |
| 알렉산드르 티모닌   | 2012년 4월 5일   |                | 2014년 12월 26일 |      |
| 알렉산드르 마체고라 | 2014년 12월 26일 | 2015년 3월 9일 |                  |      |

## 같이 보기
- 1884년 러시아-한국 조약
- 북한 주재 외교공관 목록
- 주한 러시아 대사

## 참고자료
- 후나바시, 요이치. (2007). 한반도 문제: 제2차 한국 핵위기의 연대기. 워싱턴 DC: 브루킹스 연구소 출판부.ISBN 9780815730101ISBN 9780815730101 ; OCLC 156811113
- 할렉, 헨리 웨이저. (1861). 국제법: 또는 평화와 전쟁에서 국가 간 교류를 규제하는 규칙 뉴욕: D. Van Nostrand. OCLC 852699
- 김춘길. (2005). 한국의 역사. 코네티컷주 웨스트포트: Greenwood Press.ISBN 9780313332968ISBN 9780313332968 ;ISBN 9780313038532 ; OCLC 217866287
- 군비제한회의 한국 대표단, 워싱턴 DC, 1921년~1922년. (1922). 군비제한회의에 대한 한국의 호소. 워싱턴: 미국 정부 인쇄소. OCLC 12923609
- 워너, 데니스 애쉬튼, 페기 워너. (1974). 일출의 조수: 러일 전쟁(1904-1905)의 역사. 뉴욕: 차터하우스. OCLC 422325975